# Organizație regională
Organizațiile Regionale: Importanță și Rol în Lumea Modernă
Organizațiile regionale joacă un rol esențial în politica, economia și securitatea internațională, facilitând cooperarea între state și promovând dezvoltarea sustenabilă în diverse regiuni ale lumii. Aceste organizații sunt create pentru a răspunde nevoilor specifice ale unor grupuri de țări care împărtășesc interese comune, fie că este vorba despre economie, securitate sau cultură.
Ce este o organizație regională?
O organizație regională este o entitate internațională formată din state dintr-o anumită regiune geografică, având obiective comune și mecanisme de cooperare. Aceste organizații pot avea diverse scopuri, de la integrare economică la colaborare în domeniul apărării și promovarea drepturilor omului.
Exemple de organizații regionale
Există numeroase organizații regionale în lume, fiecare având un impact semnificativ asupra zonei pe care o acoperă:
Uniunea Europeană (UE) – una dintre cele mai influente organizații regionale, care promovează integrarea economică și politică între statele membre din Europa.
NATO (Organizația Tratatului Atlanticului de Nord) – o alianță militară care asigură securitatea colectivă a membrilor săi din Europa și America de Nord.
ASEAN (Asociația Națiunilor din Asia de Sud-Est) – o organizație care promovează cooperarea economică, politică și culturală între țările din Asia de Sud-Est.
Mercosur – o uniune economică în America de Sud, ce facilitează comerțul liber și integrarea economică între țări precum Brazilia, Argentina, Paraguay și Uruguay.
Uniunea Africană (UA) – o organizație care vizează dezvoltarea economică, socială și politică a țărilor de pe continentul african.

Rolul și beneficiile organizațiilor regionale
Organizațiile regionale oferă multiple beneficii statelor membre, printre care:
Stabilitate și securitate – Multe organizații regionale contribuie la menținerea păcii și securității prin mecanisme de cooperare și mediere a conflictelor.
Dezvoltare economică – Prin promovarea comerțului liber și a investițiilor, aceste organizații stimulează creșterea economică.
Colaborare diplomatică – Organizațiile regionale facilitează dialogul între state, reducând tensiunile și promovând soluții comune la problemele internaționale.
Mobilitate și integrare – În cazul Uniunii Europene, de exemplu, libera circulație a persoanelor, bunurilor și capitalului aduce beneficii economice și sociale semnificative.

Concluzie
Organizațiile regionale sunt actori esențiali în politica și economia globală, contribuind la stabilitatea, prosperitatea și cooperarea între state. Deși fiecare organizație are propriile obiective și provocări, toate urmăresc un scop comun: îmbunătățirea vieții cetățenilor din regiunile pe care le reprezintă. Într-o lume din ce în ce mai interconectată, importanța acestor organizații va continua să crească, oferind soluții la provocările actuale și viitoare.